# شهرستان سلتینسکی
شهرستان سلتینسکی (به لاتین: Seltinsky District) یک شهرستان در روسیه است که در اودمورتیا واقع شده‌است.